# Николет (Квебек)
Николет (фр. Nicolet) је град у Канади у покрајини Квебек. Према резултатима пописа 2011. у граду је живело 7.828 становника.

## Становништво
Према резултатима пописа становништва из 2011. у граду је живело 7.828 становника, што је за 0,0% више у односу на попис из 2006. када је регистровано 7.827 житеља.
| 2006. | 2011. |
| ----- | ----- |
| 7.827 | 7.828 |